# ヤクプ・コハノフスキ
ヤクプ・コハノフスキ（ポーランド語: Jakub Kochanowski、1997年7月17日 - ）は、ポーランドの男子バレーボール選手である。

## 来歴
ポーランドのギジツコ出身。
2014年、U20欧州選手権 (en) の出場メンバーとしてポーランドU20代表に選出され、チームは準優勝を果たした。
2015年、ポーランドユース代表(U19)として欧州ユース選手権 (en) に出場し、チームの優勝に貢献した。その後、U19世界選手権 (en) でもU19代表の金メダル獲得に貢献した。
2016年、ポーランド1部リーグ・プラスリーガに所属するAZSオルシュティン (pl) に入団。同年、ポーランドU20代表のキャプテンに就任し、U20欧州選手権 (en) に出場。チームの優勝に貢献した。
2017年、ポーランド代表に選出され、ワールドリーグに出場。また、U21代表としても、U21世界選手権 (en) でチームの優勝に貢献し、MVPを受賞した。
2018年、ポーランド代表として世界選手権に出場し、チームの優勝に貢献した。同年、プラスリーガのスクラ・ベウハトゥフに移籍した。
2020/21シーズンはZAKSAケンジェジン・コジレ (pl) でプレーし、チームの同シーズン欧州チャンピオンズリーグ (en) 優勝に貢献した。
2021年、東京オリンピックに出場。同年より、プラスリーガのアセコ・レソヴィア・ジェシュフ (pl) でプレー。
2023年、ネーションズリーグでポーランド代表の優勝に貢献し、ベストミドルブロッカーを受賞した。

## 球歴
- ポーランド代表
  - オリンピック - 2021年、2024年
  - 世界選手権 - 2018年、2022年
  - ネーションズリーグ - 2018年、2019年、2021年、2022年、2023年
  - 欧州選手権 - 2017年、2019年、2021年
  - ワールドカップ - 2019年
  - ワールドリーグ - 2017年
- ポーランドジュニア代表
  - U20欧州選手権 - 2014年 (en) 、2016年 (en) 
  - U21世界選手権 - 2017年 (en)
- ポーランドユース代表
  - 欧州ユース(U19)選手権 - 2015年 (en) 
  - 世界U19選手権 - 2015年 (en)

## 所属チーム
- AZSオルシュティン (pl) （2016-2018年）
- スクラ・ベウハトゥフ（2018-2020年）
- ZAKSAケンジェジン・コジレ (pl) （2020-2021年）
- アセコ・レソヴィア・ジェシュフ (pl) （2021-2024年）
- プロジェクト・ワルシャワ (pl) （2024年-）

## 受賞歴
- 2017年 - U21世界選手権 (en)  MVP
- 2023年 - ネーションズリーグ ベストミドルブロッカー